# SN 2005lp
SN 2005lp – supernowa typu Ia odkryta 24 listopada 2005 roku w galaktyce A014742+0012. W momencie odkrycia miała maksymalną jasność 22,20m.